# Tuxedo flavicollis
Tuxedo flavicollis är en insektsart som först beskrevs av Knight 1929.  Tuxedo flavicollis ingår i släktet Tuxedo och familjen ängsskinnbaggar. Inga underarter finns listade i Catalogue of Life.